# Juan "Pachín" Vicéns
Juan "Pachín" Vicens (Ciales, Porto Rico, 7 de setembro de 1933 – Ponce, Porto Rico, 18 de fevereiro de 2007) foi um renomado Basquetebolista. Jogou como "point guard" para a equipa Leones de Ponce (Leões de Ponce).

## Biografia
Aos 15 anos de idade, Vicens mudou-se de Ciales para Ponce (onde viveria durante toda a sua vida adulta) com o seu primo, para viver com a família de Armando Wirshing. No ano seguinte, em 1950, Vicens estreou-se como "point guard" dos Leones de Ponce. Em 1958 foi o líder em pontos, da liga. Durante os 16 anos da sua carreira ajudou a sua equipa a ganhar 7 títulos. Foi o primeiro jogador a conseguir uma pontuação de 5,000 pontos in na liga e retirou-se com 5.102, alcançando ao longo da carreira uma média de 17 pontos por jogo. Foi seleccionado quatro vezes para o prémio "Most Valuable Player" (MVP) da liga. Foi distinguido como "World's Best Basketball Player" (Melhor Basquetebolista do Mundo em 1959, no Campeonato do Mundo, no Chile. Foi membro da Equipa Nacional e representou Porto Rico em quatro "Jogos da América Central e Caraíbas", dois Campeonatos do Mundo e dois Jogos Olímpicos (Roma 1960 e Tóquio 1964).
Em 1972, os "Liones de Ponce" deram ao seu novo estádio o nome de Juan Pachín Vicéns Coliseum, nome que se tornou oficial quando foi aprovado pelo seu amigo pessoal e Governador, Luis Ferré.
Depois de se retirar do Basquetebol em 1966, o recentemente formado Partido Nuevo Progresista, de Luis Ferré, tentou sem sucesso, recrutá-lo para candidato a Presidente da Câmara de Ponce em 1968. Teve uma carreira de sucesso nos negócios, servindo como gerente de vários bancos em Ponce, e continuou envolvido nos desportos como comentador de rádio.
A sua última aparição pública, vários meses antes da sua passagem, foi para honrar was to honor Juan "Johnny" Báez, que juntamente com Vicens e Teo Cruz, foram considerados as estrelas da conquista da Medalha de Ouro, para a equipa de Basquetebol Porto-Riquenha, nos Jogos da América Central e Caríbas, em 1966 realizados em San Juan.
A saúde de Vicens deteriorou-se desde 2005, quando foi amputado a ambas as pernas. Nos finais de 2006 e inicios de 2007 foi hospitalizado em várias ocasiões. Morreu aos 73 anos de idade, na sua casa em Ponce.